# Bahnhof Barcelona-Arc de Triomf
Die Estació del Arc de Triomf (‚Bahnhof Arc de Triomf‘) ist ein zweigleisiger unterirdischer S- und Regionalbahnhof – eigentlich eine Haltestelle – in der spanischen Metropole Barcelona. Er wird vorwiegend von Zügen der Rodalies Barcelona bedient. Er wurde als unterirdischer Teil der damaligen Estació del Nord (‚Nordbahnhof‘) gebaut. Er liegt beim gleichnamigen Triumphbogen unter der Avinguda de Vilanova in der Eixample.

## Geschichte
Estació del Nord
1861 wurde im Bezirk Eixample ein Kopfbahnhof erstellt, in dem die Bahnlinie aus Saragossa ihren Endpunkt fand. Der Bahnhof erhielt die Bezeichnung Estació del Nord. 1929 wurde etwas südlicher die Estació de França eröffnet, welche mit dem Nordbahnhof verbunden wurde. Besagte Verbindungsgleise wurden erst 1992 im Zuge einer Großsanierung anlässlich der Olympischen Spiele entfernt.
Vom Tiefbahnhof der Estació del Nord zum Bahnhof Arc de Triomf
1931 wurde schließlich der zweigleisige unterirdische Bahnhof erstellt, der heutige Bahnhof Arc de Triomf. Ein Jahr später folgte der U-Bahnhof. Grund für den Tiefbahnhof war, dass die Ferrocarrils del Norte ihre Bahnstrecke aus Saragossa betrieb, ihre Bahnstrecke ins Zentrum Barcelonas unter die Plaça de Catalunya, wo sich heute noch ein Tiefbahnhof befindet, verlängern wollte. Ende der 1960er Jahre wurde dann im Zuge der Bauarbeiten des neuen Hauptbahnhofes Barcelona-Sants die Meridiana-Tunnel genannte Röhre bis L’Hospitalet de Llobregat verlängert. 1972 wurde der oberirdische Bahnhofsteil geschlossen, der unterirdische figurierte neu als Estació del Arc de Triomf. An der Seite des oberirdischen Teils wurde ein heute noch existierender Busbahnhof eingerichtet.
Die ehemalige Bahnhofshalle ist jetzt eine städtische Sporthalle.

## Verkehr

### Eisenbahn
Der Bahnhof liegt an einem der beiden Tunnel, die Sants ostwärts verlassen und die Innenstadt unterqueren. Durch den Tunnel mit dem Arc de Triomf verkehren vorwiegend Züge von der Costa Brava (via Calella) und aus dem Norden Kataloniens. In diesem Tunnel bildet die RENFE mit der Metro Barcelona zwischen Arc de Triomf und Plaça Catalunya eine vierspurige Strecke. Es ist die einzige Strecke in Barcelona, auf der sowohl U-Bahn-, als auch Eisenbahnzüge verkehren.
Rodalies Barcelona
Die Rodalies Barcelona bedienen Arc de Triomf mit den Linien R1 (Maçanet-Massanes–Molins de Rei), R3 (L’Hospitalet de Llobregat–Vic), R4 (Sant Vincenç de Calders–Manresa) und R7 (L’Hospitalet de Llobregat–Martorell).
Übriger Regionalverkehr
Die RENFE bedient den Bahnhof mit der Linie Ca4b des Catalunya Express, welche zwischen L’Hospitalet de Llobregat und Lleida-Pirineus führt und auch Sants oder die Plaça de Catalunya ansteuert.

### U-Bahn
Die Metro Barcelona bedient den Bahnhof Arc de Triomf mit einer gleichnamigen U-Bahn-Station, an der die Linie L1 anhält.

## Weitere Bahnhöfe in der Nähe
- Barcelona-França
- Barcelona-Passeig de Gràcia
- Barcelona-Catalunya